# Calcschiste

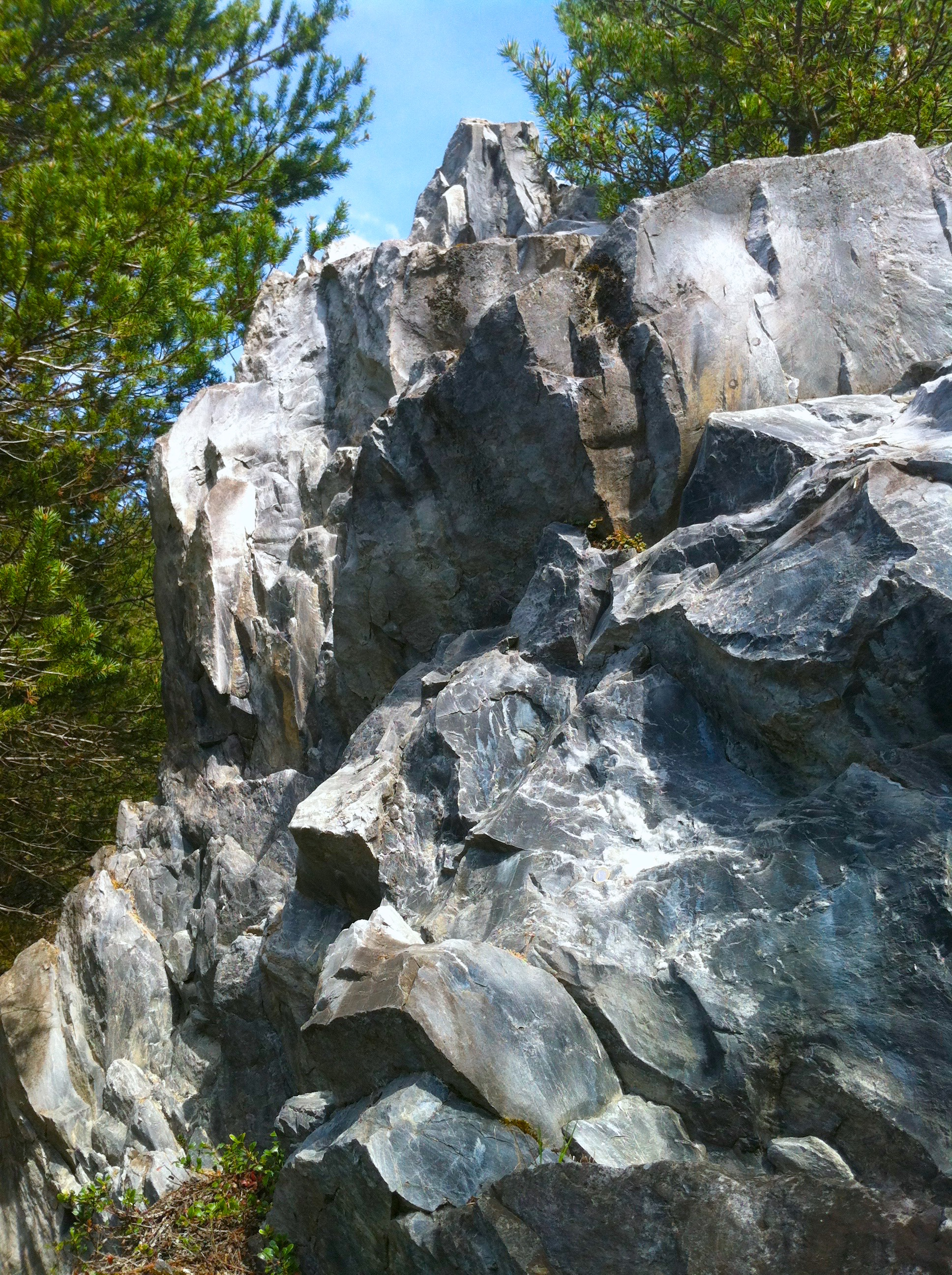
Falaise de calcschiste fortement cristallisé veiné de quartz

Le calcschiste est une variété de schiste provenant de calcaires argileux et non d'argiles.
Les calcschistes contiennent généralement des chlorites et des plaquettes de calcaire microcristallines.
Lorsque ces plaquettes possèdent une surface satinée, on parle de schistes lustrés.

« Sous l'expression de « schistes lustrés », on comprend donc des roches appelées calcschistes, c'est-à-dire des roches calcaires qui renferment de la séricite, de la chlorite, de la calcite, du quartz, des substances argileuses et même charbonneuses. On y trouve encore des amphibolites, des schistes à glaucophane, des chloritoschistes, des séritoschistes, des talcschistes, des micaschistes, de faux gneiss, le tout avec nombreux éléments accessoires. Il y a aussi des variétés de cipolins, soit des calcaires cristallins rubanés et plissotés ; des schistes amphiboliques également rubanés et plissotés. En réalité, les schistes lustrés comprennent un amalgame de roches pas toujours facile à définir nettement. Il y a cependant une donnée assez caractéristique à citer : c'est la présence de roches vertes dites intrusives qui leur ont fait donner le nom de « Pietre verdi ». En Corse, les sédiments appelés schistes lustrés, bien que correspondant à la série trias-jurassique, ne sont pas situés dans un géosynclinal représentant celui du Piémont. »

— D. Hollande in Géologie de la Corse, p. 51.
Si le calcschiste métamorphisé, et donc calcaire argileux initial, est riche en calcaire, alors le calcschiste se rapproche du marbre.

## Sources et références
- aldebaran.siig.u-bordeaux.fr : Gros cailloux, introduction à la pétrographie, Université Bordeaux I.
- www.btb.termiumplus.gc.ca : Calcschiste.
- Lexique de géologie : Roches métamorphiques.